# Älischan Ibragimow
Älischan Rachmanuly Ibragimow (kasachisch Әлижан Рахманұлы Ибрагимов, russisch Алиджан Рахманович Ибрагимов Alidschan Rachmanowitsch Ibragimow; * 5. Juni 1953 in der Oblast Fergana, Usbekistan; † bekannt gegeben 3. Februar 2021 in Belgien) war ein kasachischer Unternehmer.

## Leben
Ibragimow stammte aus einer uigurischen Familie und wurde 1953 in der Oblast Fergana in Usbekistan geboren, wuchs aber im kirgisischen Tokmak auf. Nach seinem Studium in Moskau ging er 1989 in das damals noch sowjetische Kasachstan. In den 1990er Jahren gründete er gemeinsam mit Alexander Mashkevich und Patokh Chodiev das Bergbauunternehmen Eurasian Natural Resources. Laut der US-Ausgabe des Forbes Magazins gehörte Ibragimow 2019 mit einem Vermögen von 2,3 Milliarden US-Dollar zu den reichsten Kasachen, 2020 erschien er nicht mehr in dieser Milliardärsliste. In der Forbes-Ausgabe von Kasachstan wurde sein Vermögen im Herbst 2020 auf 900 Millionen Dollar geschätzt. Er war Besitzer der 200 Millionen Dollar teuren und 101 m langen Superyacht I Dynasty.
Ibragimow war verheiratet und hatte sechs Söhne. Er starb 2021 während der COVID-19-Pandemie im Alter von 67 Jahren an den Folgen einer SARS-CoV-2-Infektion in seinem Anwesen in Belgien.